# Martire pompeiana
Martire pompeiana  è un cortometraggio muto italiano del 1909 diretto da Giuseppe De Liguoro.